# Praetorium I

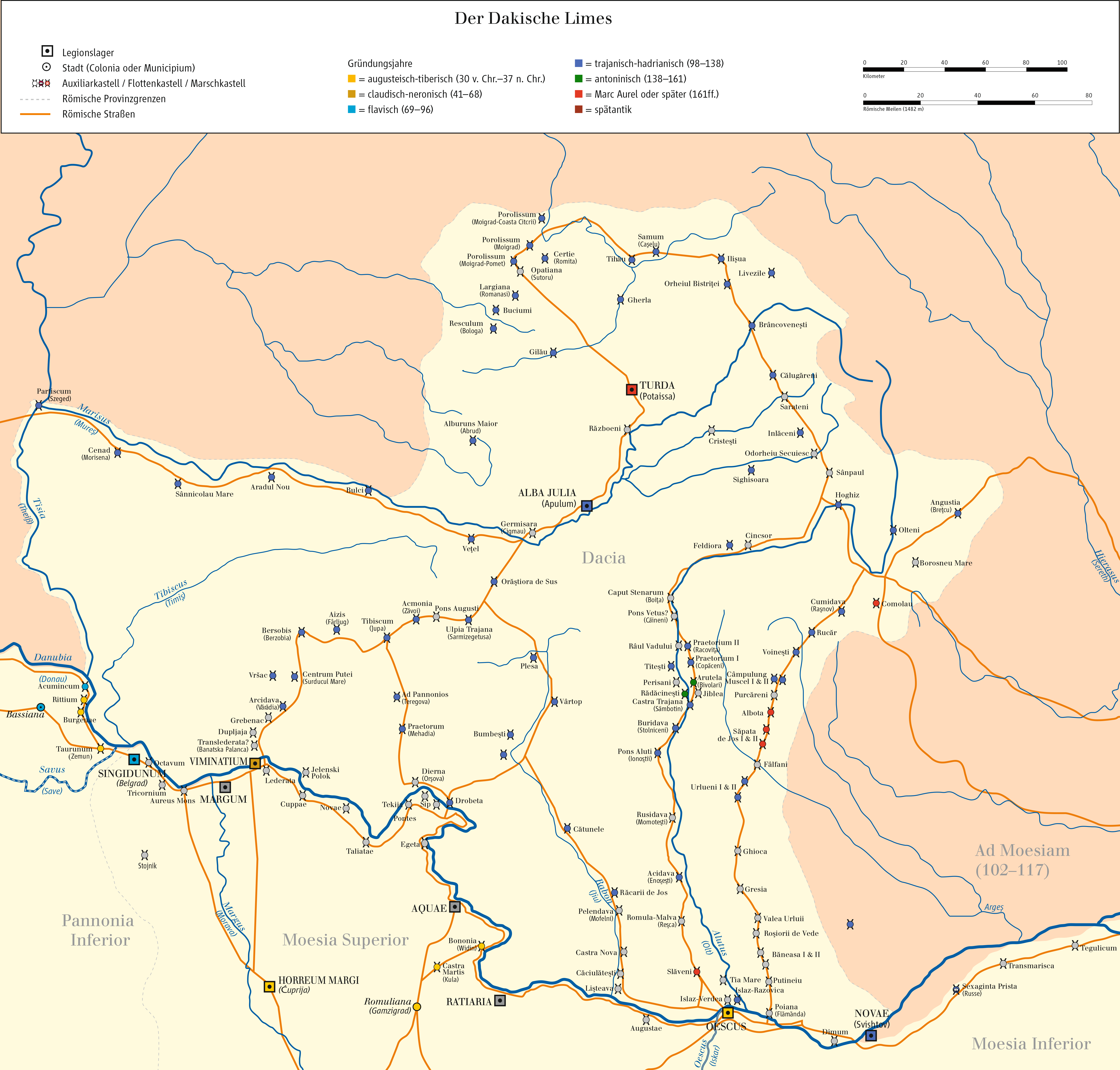
Praetorium I im Verlauf der dakischen Limites

Praetorium I, das Kastell Copaceni, war ein römisches Hilfstruppenlager auf dem Gebiet des zur Gemeinde Racovița gehörenden Dorfes Copăceni im Kreis Vâlcea in der rumänischen Region Kleine Walachei. In antiker Zeit war es Bestandteil des Limes Alutanus und gehörte administrativ zur Provinz Dacia inferior, später zur Dacia Malvensis. Gemeinsam mit insgesamt 277 Stätten des Dakischen Limes wurde das Kastell Praetorium I 2024 zum UNESCO-Weltkulturerbe erhoben.

## Lage
Das bereits auf der Tabula Peutingeriana verortete Kastell schützte in antiker Zeit die parallel zum Olt verlaufende römische Fernstraße. Praetorium I liegt rund 500 m südlich von Praetorium II. Im heutigen Siedlungsbild befindet sich das Bodendenkmal in den Fluren Cetate oder Selige nördlich des Dorfes Copăceni auf einer Hochterrasse des östlichen Flussufers rund 15 m oberhalb der Talsohle. Die Befunde sind im Laufe der Jahrhunderte zu weiten Teilen durch die Hochwasser des Olt weggeschwemmt worden. Lediglich auf der östlichen Seite des Lagers waren noch einige Spuren erhalten. Heute ist im Gelände nichts mehr zu sehen.

## Archäologische Befunde
Das Kastell Praetorium I wurde bislang nur wenig untersucht. Lediglich in den Jahren 1973 bis 1975 fanden Ausgrabungen unter der Leitung von Cristian M. Vlădescu und Gheorghe Poenaru-Bordea statt, bei denen eine einzelne Bauphase festgestellt werden konnte.
Hierbei handelt es sich um ein Steinkastell, bei dem ein quadratischer Grundriss vermutet wurde. In voller Länge erhalten war jedoch nur noch die Ostseite, deren Länge mit 64 m aufgemessen werden konnte. Demnach hätte das Kastell eine Fläche von 0,41 ha in Anspruch genommen. Das Lager war mit seinen Seiten in die vier Himmelsrichtungen ausgerichtet. Umwehrt war es mit einer 1,40 m mächtigen Mauer, die in der Technik des Opus incertum konstruiert worden war. Auf ihrer Innenseite wurde die Mauer mit in Abständen von jeweils 4,80 m errichteten Stützpfeilern verstärkt. Zumindest die Ecken der noch erhaltenen Ostmauer waren mit trapezförmig leicht nach außen vorspringenden Ecktürmen besetzt. Das Tor an der Ostseite besaß einen 3,05 m breiten Durchlass und war von zwei ebenfalls leicht vorspringenden Tortürmen mit einem rechteckigen Grundriss von jeweils 4,15 m mal 5,00 m flankiert.
Das Kastell war unter Hadrian im Jahr 138 errichtet und bereits zwei Jahre später unter Antoninus Pius im Jahr 140 erweitert worden. Seine Existenz noch im 3. Jahrhundert ist durch Münzfunde belegt. Als Bau- und Stammeinheit fungierte der Numerus Burgariorum et Veredariorum, eine gemischte Einheit aus Wachturmbesatzungen (Burgarii) und Meldereitern (Veredarii), vermutlich in Kohortenstärke.

## Fundverbleib und Denkmalschutz
Die Aufbewahrung und Präsentation der Funde erfolgt im Muzeul National Milităr (Nationales Militärmuseum) in Bukarest.
Die gesamte archäologische Stätte steht nach dem 2001 verabschiedeten Gesetz Nr. 422/2001 als historisches Denkmal unter Schutz und ist mit dem LMI-Code VL-I-s-A-09525 in der nationalen Liste der historischen Monumente (Lista Monumentelor Istorice) eingetragen. Zuständig ist das Ministerium für Kultur und nationales Erbe (Ministerul Culturii și Patrimoniului Național), insbesondere das Generaldirektorat für nationales Kulturerbe, die Abteilung für bildende Kunst, die Nationale Kommission für historische Denkmäler sowie weitere, dem Ministerium untergeordnete Institutionen. Ungenehmigte Ausgrabungen sowie die Ausfuhr von antiken Gegenständen sind in Rumänien verboten.